# Eria trichotaenia
Eria trichotaenia är en orkidéart som beskrevs av Rudolf Schlechter. Eria trichotaenia ingår i släktet Eria och familjen orkidéer. Inga underarter finns listade i Catalogue of Life.